# جيرمين دي
جيرمين دي (بالإنجليزية: Jermaine Dye)‏ هو لاعب كرة قاعدة أمريكي، ولد في 28 يناير 1974 في أوكلاند في الولايات المتحدة.

## وصلات خارجية
- جيرمين دي على موقع دوري كرة القاعدة الرئيسي (الإنجليزية)
- جيرمين دي على موقعبيزبول رفرنس.كوم (الدوري الرئيسي) (الإنجليزية)
- جيرمين دي على موقعبيزبول رفرنس.كوم (الدوري الثانوي) (الإنجليزية)
- جيرمين دي على موقع إي إس بي إن.كوم (أم.أل.بي) (الإنجليزية)
- جيرمين دي على موقع مشجعي الرسوم البيانية (الإنجليزية)